# Igaliku
Igaliku (ortografia antiga: Igaliko ou Garðar) é um assentamento no município de Kujalleq, sul da Gronelândia. O assentamento foi fundado em 1783 pelo comerciante e administrador colonial Anders Olsen e sua esposa Tuperna, que era uma gronelandêsa. Em 2010 tinha 55 habitantes.

## Geografia
Igaliku situa-se a aproximadamente 19km a sul de Narsarsuaq, em uma península saliente fora da Gronelândia Continental, perto da costa oriental do Fiorde Tunulliarfik.

## População
Apesar de um declínio da população na década de 2000, a população de Igaliku tem-se mantido estável ao longo das duas últimas décadas.